# Opel (álbum)
Opel es un álbum recopilatorio de 1988 consistente de versiones nunca antes lanzadas y versiones alternativas de canciones ya publicadas, grabadas por el exlíder de Pink Floyd Syd Barrett entre 1968 y 1970.
Cuando Barrett solo lanzó dos álbumes en 1970, The Madcap Laughs y Barrett, la existencia de material no lanzado era ampliamente conocida. Después de años de demanda de la considerable base de fanes de Barrett, Opel fue compilado y lanzado. Syd aprobó el nuevo lanzamiento pero, a pesar de sus buenas reseñas, no llegó a los cuadros.

## Lista de canciones
Todas escritas por Syd Barrett, excepto donde señalado.
1. "Opel"   – 6:26
Toma 9, grabada el 11 de abril de 1969
Producida por Malcolm Jones
2. "Clowns and Jugglers (Octopus)"  – 3:27
Toma 2, grabada el 20 de julio de 1968
Producida por Peter Jenner
De The Madcap Laughs, canción nro. 7
3. "Rats"  – 3:00
Demo, grabada el 5 de junio de 1970
Producida por David Gilmour
De Barrett, canción nro. 5
4. "Golden Hair"  – 1:44  (Barrett/Joyce)
Toma 6, grabada el 12 de junio de 1969
Producida por Syd Barrett and David Gilmour
De The Madcap Laughs, canción nro. 8
5. "Dolly Rocker"  – 3:01
Toma 1, grabada el 14 de julio de 1970
Producida por David Gilmour
6. "Word Song"  – 3:19
Toma 1, grabada el 17 de julio de 1970
Producida por David Gilmour
7. "Wined and Dined"  – 3:03
Demo, grabada el 5 de junio de 1970
Producida por David Gilmour
De Barrett, canción nro. 10
8. "Swan Lee (Silas Lang)"  – 3:13
Toma 5, grabada el 28 de mayo de 1968, overdubs added 8 June 1968
Producida por Peter Jenner
Further overdubs added 25 April 1969
Producida por Malcolm Jones
9. "Birdie Hop"  – 2:30
Demo, grabada el 5 de junio de 1970
Producida por David Gilmour
10. "Let's Split"  – 2:23
Toma 1, grabada el 14 de julio de 1970
Producida por David Gilmour
11. "Lanky (Part One)"  – 5:32
Toma 1, grabada el 14 de mayo de 1968
Producida por Peter Jenner
12. "Wouldn't You Miss Me (Dark Globe)"  – 3:00
Toma 1, grabada el 26 de julio de 1969
Producida por David Gilmour and Roger Waters
De The Madcap Laughs, canción nro. 5
13. "Milky Way"  – 3:07
Toma 5, grabada el 7 de junio de 1970
Producida por David Gilmour
14. "Golden Hair"  – 1:56 (Instr.)
Toma 1, grabada el 14 de mayo de 1968
Producida por Peter Jenner
De The Madcap Laughs, canción nro. 8

- En 1993, Opel fue relanzado junto con varios bonus tracks consistentes en más tomas alternativas.  Véase Crazy Diamond para detalles de las pistas.

## Personal
- Syd Barrett - Guitarra, voces, productor
- David Gilmour - Productor
- Peter Jenner - Productor
- Malcolm Jones - Productor
- Roger Waters - Productor

Músicos invitados en "Clowns and Jugglers":
- Mike Ratledge - Órgano
- Robert Wyatt - Batería
- Hugh Hopper - Bajo